# Euphorbia hamata
Euphorbia hamata là một loài thực vật có hoa trong họ Đại kích. Loài này được (Haw.) Sweet mô tả khoa học đầu tiên năm 1818.

## Hình ảnh

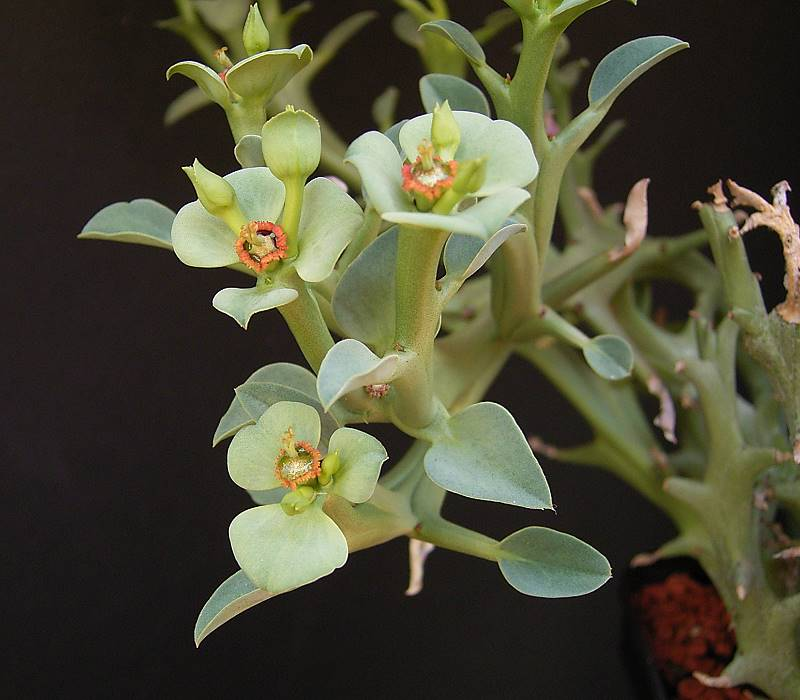
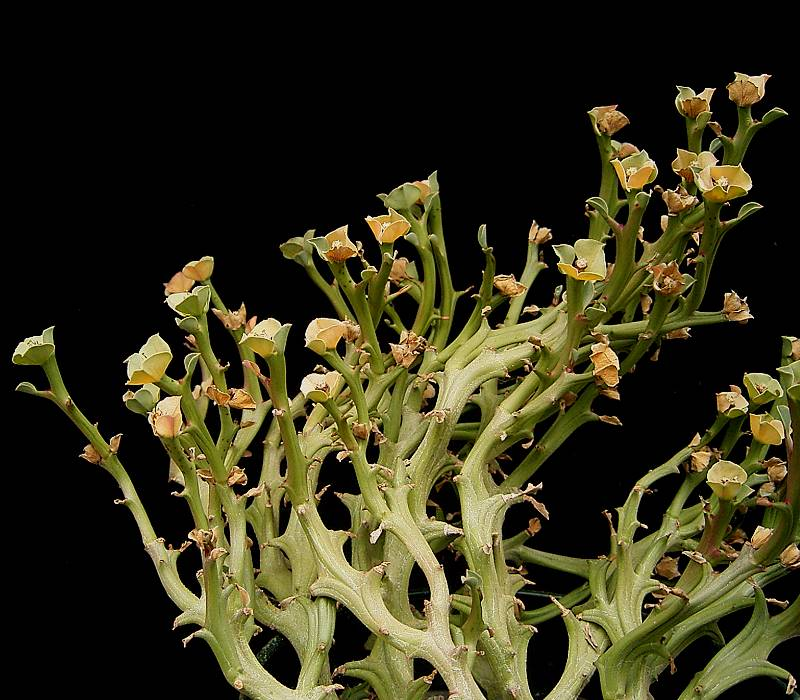
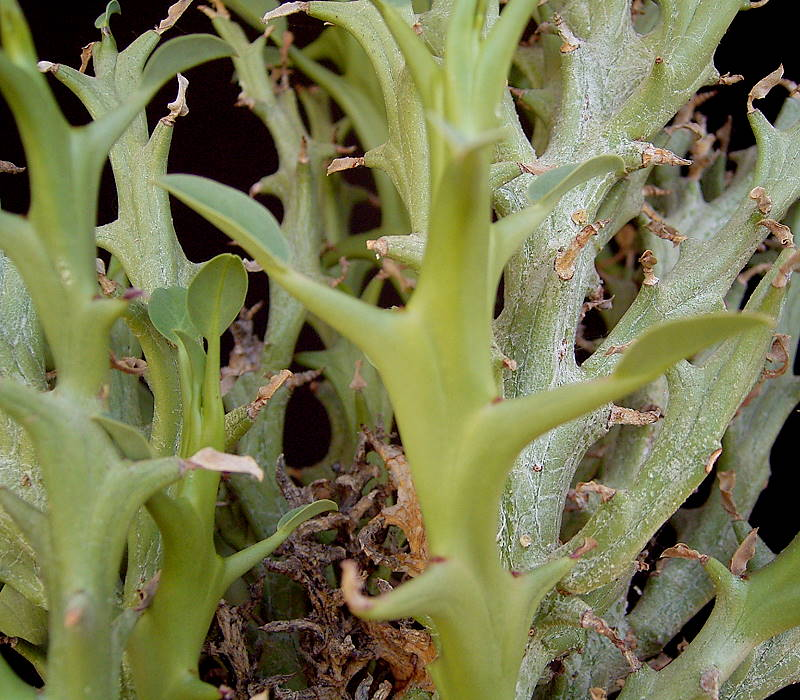
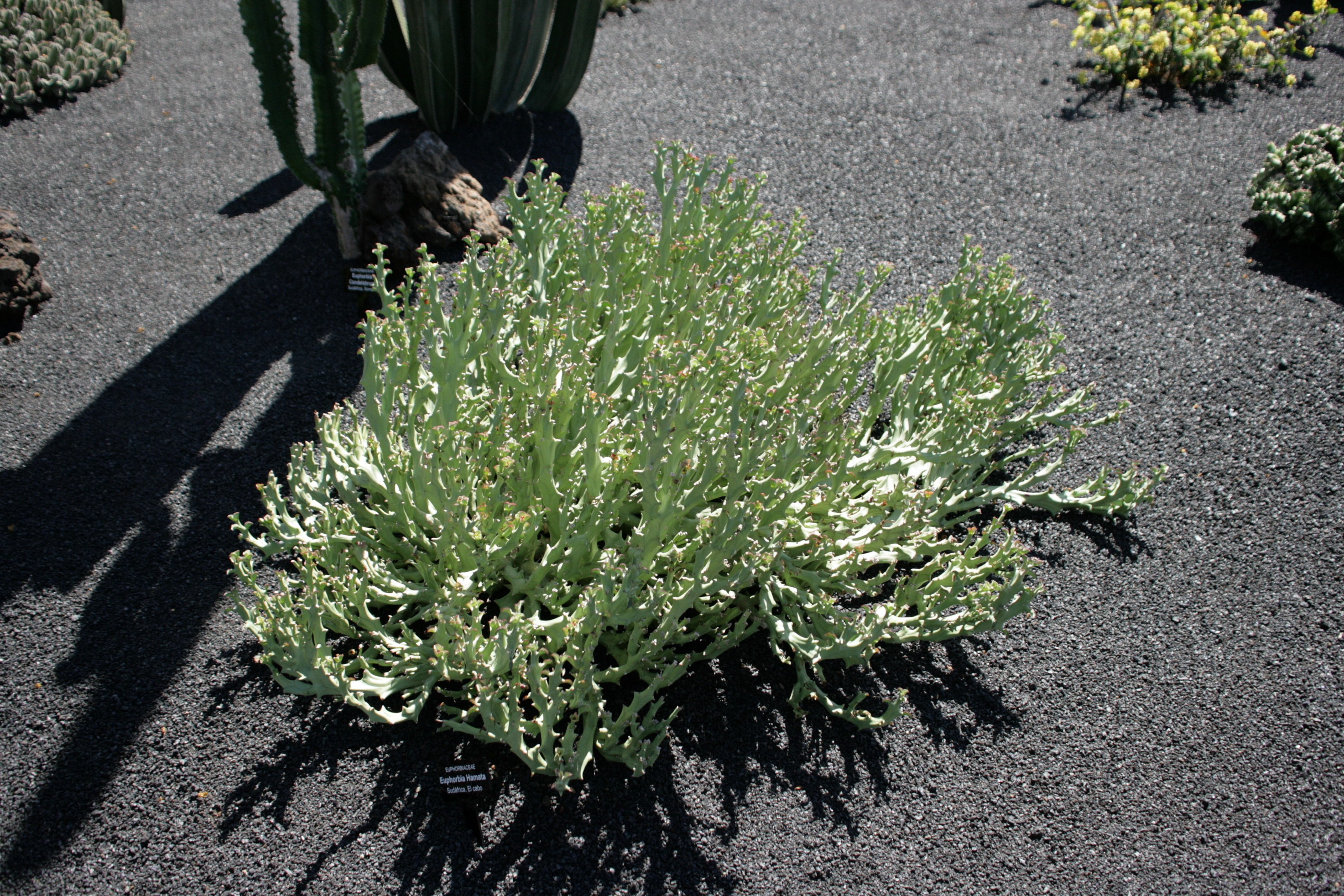